# Appendix Vergiliana
L'Appendix Vergiliana è una raccolta di carmi di vario metro, tradizionalmente attribuiti a Publio Virgilio Marone.
Le probabilità che essi siano stati scritti da Virgilio sono in realtà in genere molto scarse, per alcuni addirittura nulle; furono probabilmente composti tra il I secolo a.C. e il I secolo d.C. fra Roma e Napoli.
Il termine appendix fu usato per la prima volta dall'umanista Giuseppe Giusto Scaligero nel 1572 e si riferisce alla consuetudine di stampare questi testi tutti assieme e in appendice alle opere di Virgilio (Bucoliche, Georgiche, Eneide).

## Aetna

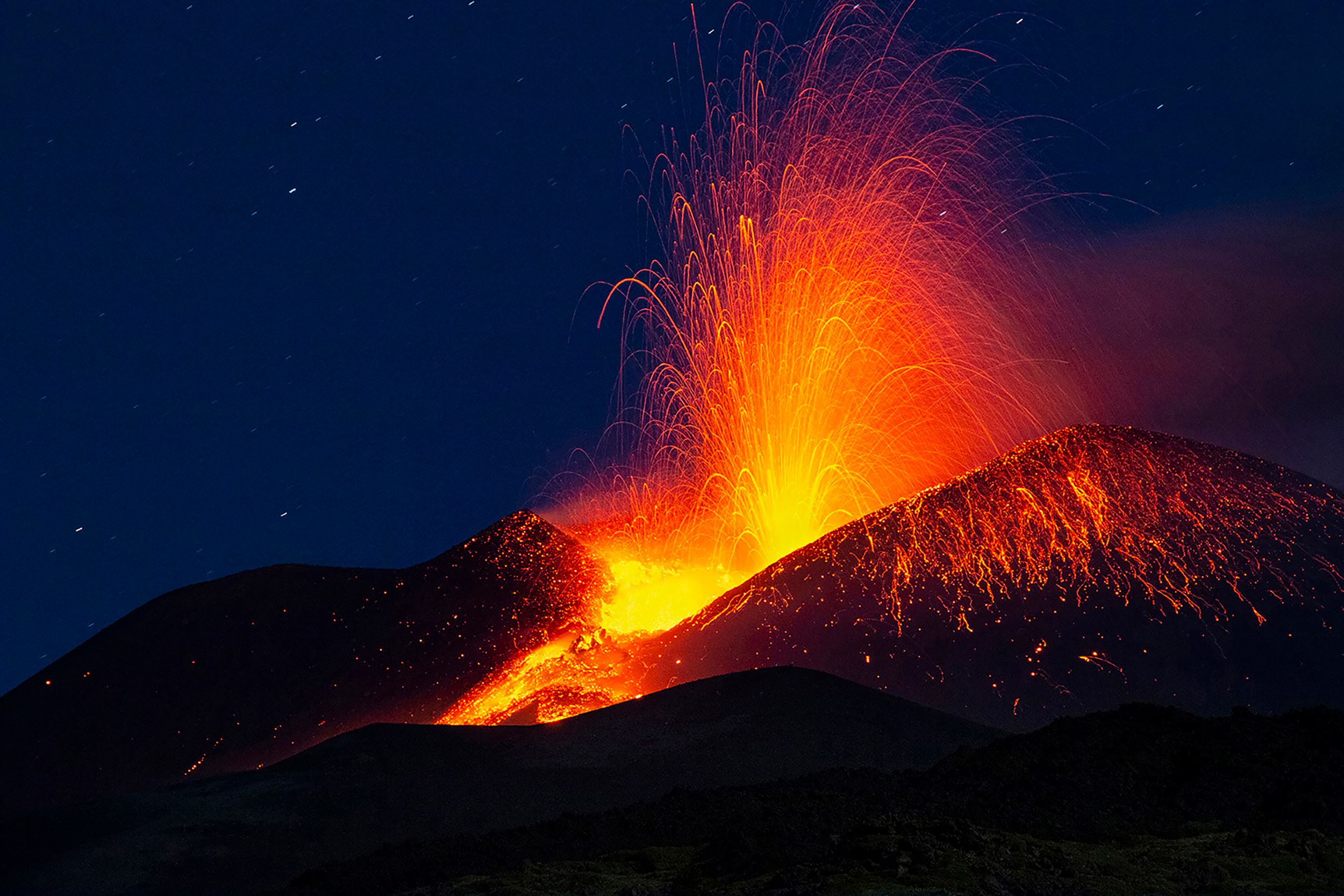
L'Etna in eruzione (maggio 2021)

Composto da 646 versi, d'argomento scientifico. Concerne i fenomeni vulcanici e segue lo schema di poesia didascalica di moda nell'alto impero. Terminus post quem è il 60 d.C., data di pubblicazione delle Naturales quaestiones di Seneca; terminus ante quem è il 79 d.C., perché non viene citata l'eruzione distruttiva del Vesuvio.

### Struttura
Prendendo le mosse dall'Etna, il poema ha l'intento di spiegare l'origine delle eruzioni vulcaniche e dei fenomeni annessi come terremoti, nubi di cenere e tremori: animato da una forte impronta scientifica, critica la fallacia vatuum, cioè le menzogne dei poeti che avevano spiegato le eruzioni facendo ricorso a miti quale quello dei Giganti o alla presenza della fucina di Vulcano sotto l'Etna stesso. L'autore vuole dare, infatti, una spiegazione razionale al fenomeno.
La parte finale dell'Aetna contiene la critica nei confronti dei viaggi, tema ripreso da Lucrezio e Seneca: solo i viaggi fatti per ammirare la natura sono legittimi, non quelli fatti per visitare palazzi e rovine: l'uomo passa, la natura invece offre spettacoli eterni e davvero da ammirare. La conclusione del poemetto, infine, contiene la miranda fabula dei pii fratres catanesi, mito antichissimo che affonda le radici nell'Antico Testamento: i due giovani Anfinomo e Anapia furono risparmiati dalle fiamme dell'Etna, che si aprirono al loro passaggio, perché preferirono salvare il padre e la madre anziani piuttosto che portare in salvo dalla lava denaro e oggetti preziosi, come invece faceva tutto il resto della popolazione. In loro onore furono erette due statue, che Claudiano descrive come ancora presenti alla sua epoca alle pendici del vulcano, e la loro effigie venne incisa su monete e vasellame.

### Analisi critica
Molti hanno ritenuto questa parte in contraddizione con il resto del poema, in cui si critica la poesia e il mito. In realtà, il significato di questa sezione conclusiva è evidentemente moraleggiante: non basta conoscere la natura, ma bisogna avere anche un comportamento eticamente corretto e giusto, animato da pietas e giustizia: la legge morale interna potrà così vincere anche le difficoltà più dure non solo della natura, ma della vita stessa.

## Catalepton
Il Catalepton (dal greco κατά λεπτόν "scelta spicciola", tipica espressione callimachea) è insieme alla Culex e alla Ciris considerata un'opera di Virgilio sin dal I secolo d.C. e dalla tradizione biografica di Svetonio.
Si tratta di una raccolta di quindici epigrammi: alcuni vengono universalmente considerati autentici per la grande saldatura con la biografia del poeta.

### Struttura
- Il I dei componimenti del Catalepton è indirizzato a Plozio Tucca; insieme a Lucio Vario il giovane poeta parla di una donna in modo malinconico poiché probabilmente la desiderava, sottolineando la lontananza con la mancanza del contatto.[4]
- Il II dei componimenti è rivolto - per testimonianza di Quintiliano - contro il retore T. Annio Cimbro, colui che accusò Cicerone di aver ucciso il fratello. È un'invettiva in tono ironico e giambico che sottolinea la mania stilistica degli arcaismi e il veleno per il fratricidio.
- Nel III componimento Virgilio esalta la figura di Pompeo Magno che, dopo tante vittorie, fu sconfitto a Farsàlo nel 48 a.C. e venne ucciso in Egitto; è un esempio illustre della caducità dei grandi valori umani.
- Il IV componimento è una breve elegia dedicata all'amico Ottavio Musa, un mantovano andato a Roma per gli studi come Virgilio, in cui elogia il dolce e abbondante sapere delle Muse (la poesia). Il poeta si augura che sia ricambiato questo amore verso la Musa e che, ovunque lo porti, non abbia niente di più caro.
- Il V componimento è un saluto ironico rivolto alle scuole di retorica dei vari Selio, Varrone, Tarquizio, Sesto Sabino, poiché ormai il poeta è prossimo agli studi filosofici presso la scuola di Sirone. Si conclude con un saluto malinconico alle Muse (chiamate con il termine utilizzato da Livio Andronico "Camene"), e un augurio che talvolta possano tornare da lui.
- Il VI è aggressivo ed è rivolto contro personaggi ignoti: un Noctuinus (soprannome) aveva sposato la figlia. Il tono è aggressivo e rivolge a questo personaggio varie offese, il motivo a cui si allude nel testo è un oscuro scandalo familiare.
- Il VII componimento Virgilio lo indirizza a Lucio Vario al quale confida una sua amorosa passione: prima utilizza il termine greco potos poi però scherzosamente lo sostituisce con il simile termine latino puer, per seguire le regole dei puristi di non usare grecismi.
- L'VIII componimento parla di una villetta che Virgilio ha acquistata o ereditata e che è collocata a Napoli. Dice di mettere dimora a tutti i suoi familiari qui, specialmente l'amato padre, dopo le confische triumvirali a Mantova e Cremona.
- Il IX componimento è una lunga elegia indirizzata allo stesso Valerio Messalla Corvino cui è dedicata la Ciris. È un grande elogio nei confronti di questa persona per i suoi meriti poetici ma anche quelli guerreschi (i brevi successi contro i triumviri, prima della sconfitta a Filippi). Presenta un lungo elenco di nomi di eroine della mitologia e della storia per onorare la fanciulla amata da Messalla che le aveva dedicato un'egloga: Atalanta, Elena, Cassiopea, Ippodamia (sposa di Pelope e figlia di Enomao), Semele (madre di Dioniso), Danae (madre di Perseo), Lucrezia (moglie di Collatino).[5]
- Il X componimento è una lunga parodia del carme catulliano rivolto contro l'ex mulattiere Sabino che, una volta arricchitosi e giunto ad una carica municipale importante, si era fatto ritrarre sul seggio curiale e aveva dedicato la propria immagine a Castore e Polluce, i Dioscuri.
- Nell'XI componimento il poeta rappresenta ironicamente la morte dello stesso Ottavio Musa del IV componimento, scherzando sul vizio alcolico e presentando la morte come un evento storico per Roma.
- Il XII componimento riprende l'attacco già fatto nel VI contro un Noctuinus (a noi ignoto), qui accusato di ubriachezza e di avere più di una relazione amorosa; c'è una certa rassegnazione rabbiosa nei suoi confronti per aver avuto la donna che desiderava.
- Il XIII componimento è una delle invettive più violente e oscene della letteratura latina, ma non ci è bene chiara; l'unica cosa di cui si è sicuri è che Virgilio per un breve periodo ha avuto un'esperienza militare e che Lucceio era un ufficiale dell'esercito di Cesare.
- Il XIV componimento è l'unico del Catalepton che non si riferisce alla giovinezza di Virgilio bensì al grande lavoro di composizione dell'Eneide; appare come un piccolo sfogo per la lenta composizione del poema.
- Il XV componimento probabilmente non è di Virgilio ma dell'ordinatore della raccolta, ovvero Vario; altri critici ritengono che l'autore sia un grammatico dei tardi tempi. È un elogio finale a Virgilio, che viene definito più grande di Esiodo e non inferiore ad Omero, si conclude con una frase che chiude questa raccolta "dettata da una Musa ancora inesperta", alludendo all'immaturità poetica di Virgilio in quest'opera.

### Analisi critica
Questa raccolta si concentra particolarmente su episodi della giovinezza del poeta e fu probabilmente ordinata da Vario e Tucca, autori forse del XV, epilogo che spiegherebbe il passaggio dalla minore, ancora immatura poesia di Virgilio, a quella maggiore della triade (Bucoliche, Georgiche, Eneide). La raccolta dei Catalepton appartiene al periodo anteriore alle Bucoliche, fra il 55 e il 41 a.C., e fa parte del processo di maturazione poetica di Virgilio prima della grande opera pastorale. La maggior parte di questi gruppi farebbe parte del periodo in cui l'autore frequentava le scuole dei grammatici e dei retori, avviandosi alla partecipazione della vita pubblica.
Molti carmi si riferiscono a circostanze dell'età giovanile: circostanze talvolta oscurissime, in rapporto a persone e cose che non hanno lasciato nessun ulteriore ricordo o traccia di sé nella tradizione; altre volte circostanze ben identificabili, come il riferimento alla dimora del giovane Virgilio a Mantova, a Cremona, a Milano, o alle scuole d'eloquenza da lui frequentate a Roma, o infine al suo passaggio alla filosofia della scuola epicurea di Napoli. I poemi del Catalepton, insieme alla Ciris e al Culex, sono di tutta l'Appendice Virgiliana gli scritti più influenzati dalla corrente neoterica per linguaggio, stile, timbro letterario, e si mostrano quindi quelli più aderenti al preziosismo ed ermetismo ellenistico.

## Ciris

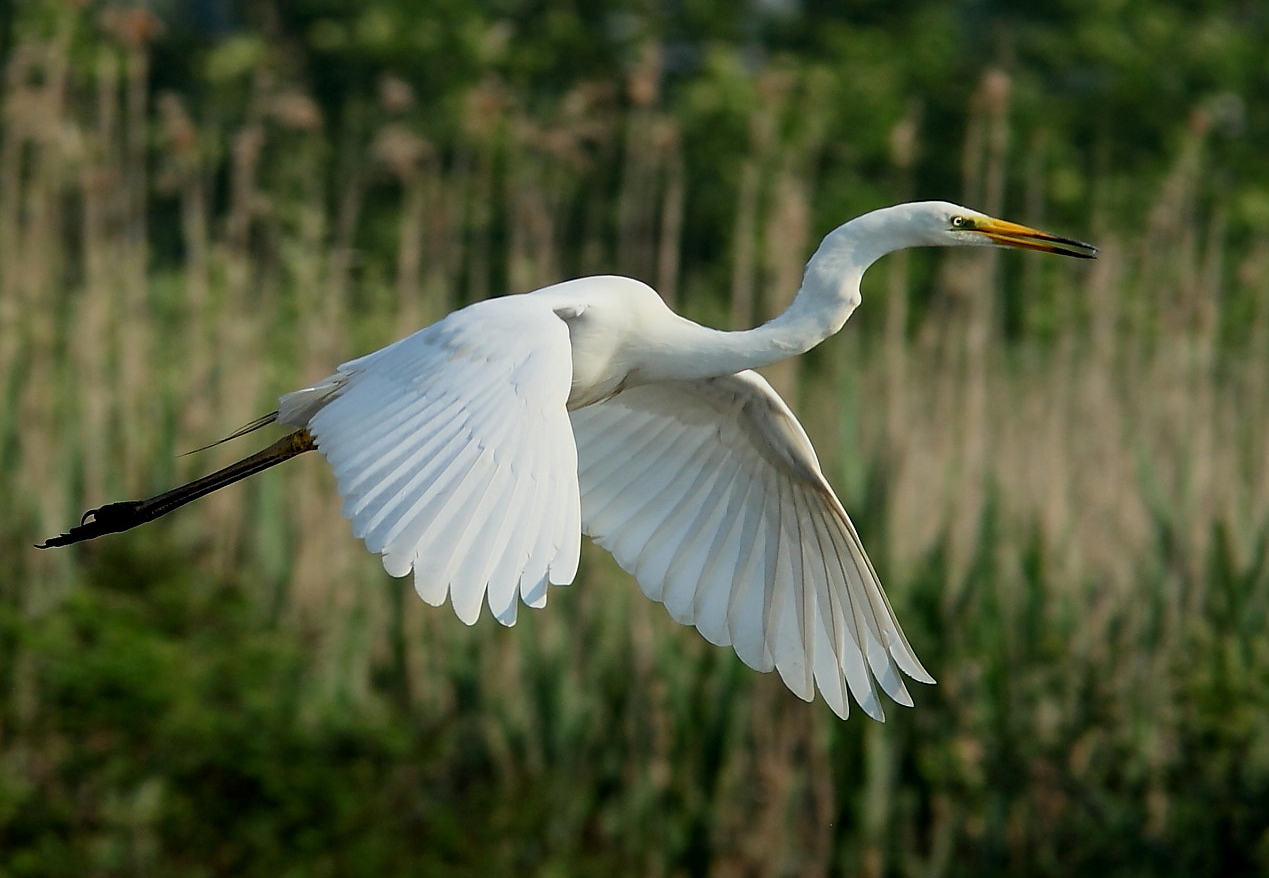
Esemplare di ardea alba

Composto da 540 versi, è un poema mitologico che narra di una storia d'amore.

### Struttura
Il poeta inizia il poema enunciando l'argomento: egli narrerà come Scilla, figlia di Niso re di Megara, fu trasformata in airone (in latino ciris), subendo questa pena per aver tradito il padre e consegnato la patria al nemico Minosse, di cui s'era innamorata. Dopo ciò espone le varianti del mito dalle quali si discosta e le riduce a una forma principale. In altre versioni del mito, infatti, la Scilla di Megara era confusa con l'altra, più nota Scilla, una ninfa tramutata in mostro descritta già nell'Odissea. L'autore si accinge subito a scartare questa versione, sia per ragioni di verosimiglianza sia per le interpretazioni allegoriche e moralistiche del mito, alle quali egli dichiara di non voler dare importanza.
Il re di Megara, Niso, ha ricevuto un dono dagli dei: la sua città non sarà catturata fino a che lui avesse portato in testa un capello d'oro, del quale nessuno, con l'eccezione della figlia Scilla, conosceva l'esistenza. Minosse attacca la città e Scilla, dall'alto delle mura, s'innamora di luiː riesce ad incontrarlo, e in un momento d'amore gli rivela il segreto del capello paterno, che Minosse le chiede di strappare. Nottetempo, ella riesce nel suo compito e Minosse conquista la città. Il padre capisce di essere stato tradito dalla figlia, corsa incontro a Minosse, che però la ripudia poiché non si fida di una persona capace di tradire il proprio padre e la propria città.
Niso, a quel punto, vorrebbe uccidere Scilla, ma ella viene trasformata in un airone bianco dagli dei, mentre il padre diviene un'aquila nera.

### Datazione
La Ciris è un poema conforme alla moda dei poetae novi: infatti, neoterico è il tipo di poesia e l'argomento, così come la tecnica, la lingua e la versificazione. Si pensa quindi che attingesse a qualcuna di quelle fonti ellenistiche in cui erano contenuti i tesori da cui i poetae novi amavano prendere i segreti delle loro composizioni, le loro novità. Gli studiosi riescono ad identificare questa fonte in Partenio di Nicea, vissuto a Roma durante la giovinezza di Virgilio. in un frammento della Metamorfosi di Partenio troviamo la versione: di Scilla che tagliato il capello al padre, consegnava la città nelle mani di Minosse di cui si era innamorata; e di come Minosse invece di compensarla la legò sulla nave trascinandola verso il mare finché la fanciulla si trasformò in uccello. Anche la Culex si ricollega a Partenio, che forniva l'argomento e lo spunto da svolgere poi epilli. Entrambi gli epilli, dunque, potrebbero avere origine da uno stesso ambiente scolastico e letterario, che si è creduto di poter ricostruire con precisione.
Uno dei più convinti avversari dell'autenticità volle attribuire il poemetto ad un giovane amico di Virgilio, notissimo rappresentante dei poetae novi, Cornelio Gallo. I critici dicono che nella Ciris sono ripetuti interi versi delle Bucoliche, Georgiche e dell'Eneide. Ma era solito di Virgilio incastrare i suoi versi in altri contesti, e questo dovrebbe valere come indizio a favore dell'autenticità. Secondo altri, è invece inaccettabile pensare che la Ciris sia opera di un imitatore virgiliano dell'età augustea o del primo secolo dell'Impero, perché l'imitazione sarebbe stata del Virgilio alessandrineggiante, e in quel periodo nessuno avrebbe scritto usando la lingua e la tecnica neoterica.
La Ciris ha un ampio proemio e inizia con una dedica che ci chiarisce gli stati d'animo e di vita dell'autore, indirizzata a un giovane nobile di nome Messalla a cui sembra legato da comunanza di studi e simpatie letterarie, forse da identificare in Marco Valerio Messalla Corvino: di pochi anni più anziano di Virgilio, ebbe fama come oratore e uomo politico, combatté a Filippi come capo nell'esercito di Bruto e Cassio, poi s'avvicinò ad Antonio e ad Ottaviano; detenne ufficiali e comandi importanti, fu console nel 31 e generale nel 27 e raccolse attorno a sé un circolo letterario, dove spiccava la figura di Tibullo. Nel proemio della Ciris, Messalla è presentato come sul punto di iniziarsi ad un avvenire glorioso. Egli quindi non è celebrato per imprese civili e militari, ma solo per le sue virtù intellettuali. È noto che Messalla a venti anni ebbe fama di oratore quando viveva ancora Cicerone, da cui si deduce che aveva frequentato gli studi di retorica quando vi erano anche Virgilio e Ottavio. Nel 45 era andato a perfezionare la sua arte oratoria e nelle discipline filosofiche ad Atene, dove si trovavano anche Marco, figlio di Cicerone, ed Orazio. Dopo l'uccisione di Cesare era tornato a Roma ed ebbe l'occasione di farsi conoscere in qualche famoso processo. Nel 43 torna ad Atene e porta a Bruto una lettera di Cicerone e si è tentati ad attribuire il proemio della Ciris allo stesso anno, senonché questa datazione si distacca troppo dal periodo dei comuni studi a Roma. E allora si può concludere per l'anno 45 la composizione del proemio, quando Messalla era andato la prima volta di Atene.

### Analisi critica
La Ciris può essere collocata cronologicamente vicino alla Culex. Come nel caso di altri componimenti ci sono molti dubbi, e i filologi moderni fanno più attenzione ai criteri di lingua e stile e minore attenzione alle prove interne e sostanziali. Anche il poemetto Ciris ha in suo favore la tradizione, perché è presente nelle antiche biografie fra le opere della giovinezza di Virgilio. Non bisogna, però, confrontare la composizione della Ciris con le Bucoliche, Georgiche e con l'Eneide, perché è quasi sicuramente dimostrabile che i carmi in questione sono di parecchi anni anteriori alle opere maggiori e appartengono ad un periodo nel quale sia l'individualità sia il gusto del poeta non erano formati ma erano sottoposti a quella scuola retorica di Alessandria che trionfava nel primo secolo a.C.
Le espressioni autobiografiche della Ciris possono intendersi come se l'autore fosse più avanti negli anni, cosa che non si addice a Virgilio. L'autore non si dà per uomo maturo, ma per un giovane che sta consolidando le sue tenere fibre: nunc primium teneros firmamus robore nervos. La composizione del poemetto viene riportata più indietro, siccome il poeta dichiara più volte d'averlo cominciato in altre condizioni di tempo e di spirito e d'aver esercitato gli insegnamenti della sua prima giovinezza. Inoltre il carme fu composto in due diversi momenti, giacché si possono trovare parti di valore estetico disuguale, alcune bellissime ed altre piuttosto stentate, motivo per cui si giustificano anche le diversità di stile a confronto con la Culex. La lingua è priva d'oscurità, ha in molte parti scioltezza dei movimenti, padronanza del pensiero ed evidenza di immagini. Tutto questo è però frutto della rielaborazione di cui egli parla nel proemio. La Ciris rientra nel periodo della preparazione retorico-letteraria, svoltasi sotto l'influenza di Catullo e della poesia neoterica.
Ammesso il concetto della metamorfosi, il mito prescelto aveva il vantaggio di non introdurre nessun essere il quale non trovasse riscontro nella natura delle cose, perché l'uccello "ciris", che significa airone bianco, è un animale che esiste e al poeta non restava altro che spiegarne l'origine etimologica. Si può confrontare la "Ciris" con un carme di pochi anni dopo appartenente alle Bucoliche, l'Egloga VI, su Sileno, che contiene anche un accenno al mito di Scilla come mostro marino. Antichi commentatori videro in Sileno un'allegoria per Sirone, il maestro epicureo di Virgilio. Da questa identificazione gli antichi stessi hanno pensato a modi per fare corrispondere in ogni particolare atti e aspetti del favoloso personaggio e atti e aspetti del filosofo. È innegabile che Virgilio abbia attribuito a Sileno sensi e concetti della filosofia della quale era stato esponente Sirone. La scena iniziale, dove Virgilio s'induce a descrivere la figura del dio gaio e intemperante, che viene fatto prigioniero da ninfe e ragazzi e costretto a cantare, c'introduce in un mondo che non appartiene né alla pura ragione né alla pura fantasia ed oscilla fra l'umano e il divino. Sia le Muse sia Sileno amano il vero e lo effondono nel canto svolgendo la trama solenne dei miti. Un'altra prova che lega l'egloga col poemetto s'ha nel mito che allude a Scilla, con versi identici dove si nega la concezione di Scilla come mostro marino, cosa che rimane in dubbio per i critici del perché Virgilio non parla nel "Sileno" della sua Scilla ma di quella che nella Ciris poi viene respinta.

## Copa
Breve idillio di ispirazione campestre, 38 versi in distici elegiaci. Descrive un'osteria sulla strada, dove il viandante si ferma a ristorarsi, allietato dalla presenza di una giovane ostessa (in latino caupa o copa).

## Culex

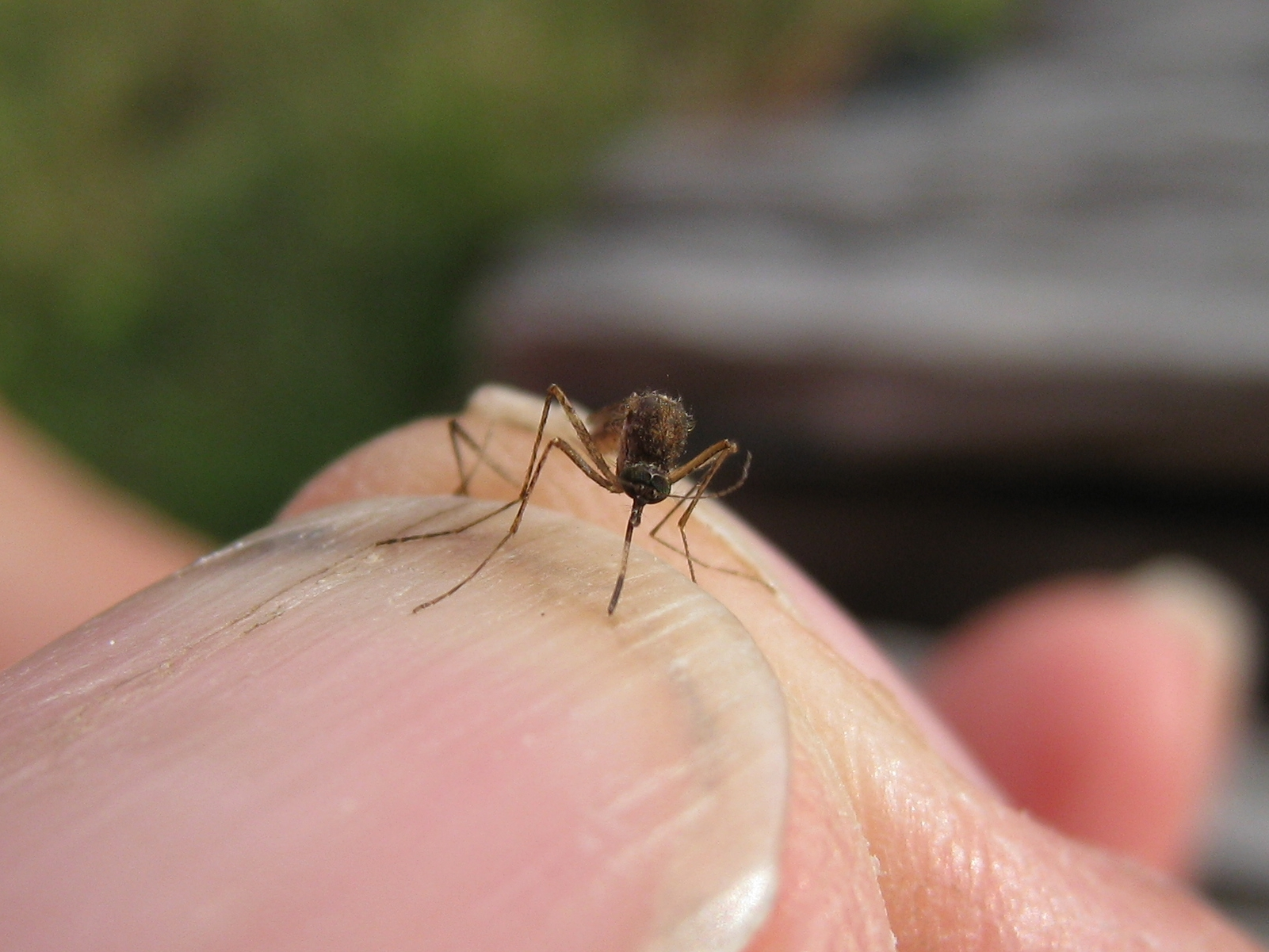
Esemplare di Culex annulirostris

Quest'opera è molto importante per la formazione umana e poetica dell'ambiente di Virgilio. È formata da 400 esametri. Generalmente i critici rimproverano all'opera di essere goffa, disordinata e incoerente ed è proprio ciò che ha portato a supporre che l'opera non fosse di Virgilio: infatti, le frasi contorte e spesso astruse dell'opera sono dovute al tipo d'insegnamento che all'epoca ricevette, ma soprattutto alla mancanza di elaborazione formale.

### Struttura
Il poemetto, che prende nome dalla zanzara (in latino culex), è fra i componimenti più complessi della letteratura latina; ricco di difficoltà per lo stile involuto, per la disposizione delle parti non del tutto chiare e per l'abbondante uso d'erudizione storica e mitologica. Oltre alla dedica ad Ottaviano, il poeta aggiunge un'ulteriore invocazione ad Apollo e alla Musa: proprio nell'invocazione alla Musa vi sono riferimenti importanti dal punto di vista geografico, ad esempio alla fonte Castalia e al Parnaso, tutte raffinatezze tratte sicuramente da fonti ellenistiche, come Callimaco, Teocrito e Licofrone.
L'opera si apre con un quadro prettamente bucolico. Un pastore, per sfuggire al caldo, insieme alle sue caprette si sdraia all'ombra, ma presto un serpente gli si avvicina: riesce a non toccarlo, in quanto una piccola zanzara gli punge un occhio destandolo dal sonno. Il pastore schiaccia la zanzara e riesce ad uccidere anche il serpente.
Nella notte però lo spirito della zanzara torna a torturarlo in sogno e quest'ultima gli rimprovera di averla uccisa quando aveva tentato solo di salvarlo e dice che continuerà a tormentarlo fino a quando la sua salma non riceverà degna sepoltura. Il pastore, svegliatosi, inizia a scavare un tumulo, colto dal senso di colpa e sulla sepoltura della zanzara fa crescere i fiori migliori. Con questa scena commovente e celebrativa della zanzara si conclude l'opera.

### Analisi critica
Il poemetto prende il nome dall'umile insetto che è il protagonista di questa favola mitologica, dove la serietà dell'ispirazione finisce per prevalere sulla parodia del racconto epico, la cui attribuzione al mantovano è sorretta dalla Vita Donatiana e dalle testimonianze di poeti come Lucano, Stazio, Marziale e dal grammatico Nonio. Si è giunti persino a fantasticare che Virgilio avrebbe in gioventù scritto un epillio intitolato Culex, che però sarebbe andato perduto e sostituito con l'attuale pometto, opera di un falsario che intese così spacciare per virgiliano un suo prodotto. La data sarebbe il 48 a.C., l'anno della battaglia di Farsalo.
Il componimento è dedicato ad un giovane di nome Ottaviano, che molto probabilmente potrebbe essere proprio il famoso Ottaviano Augusto, pronipote di Cesare. Questa notizia è certa in quanto abbiamo alcuni elementi che ce lo confermano: dalla riverenza con cui l'autore parla di questo fanciullo, ma anche per gli epiteti che gli riserva, come " santo" e "venerando" e che si riferiscono ad una speciale carica che Ottaviano nel 48 a.C. assunse, quella di pontifex e di conseguenza posso spiegarsi gli epiteti "santo" e "venerando".
Quest'opera appartiene ad una serie di componimenti, noti presso i poeti alessandrini, che si chiamavano lusus, in latino. Oltre il carattere scherzoso, però, l'opera tratta anche temi riferiti al senso della vita e del destino, che costituiranno il resto delle opere sicuramente di Virgilio: vi sono, comunque, come in Virgilio, influenze pitagoriche e neopitagoriche. L'opera ha un carattere allegorico: la zanzara simboleggia l'anima umana e, nella descrizione del bosco in cui giace il pastore, cioè il bosco di Artemide, dove si rifugiò la Cadmeide Agave, perseguitata dal terrore di Dioniso, si fa riferimento alla tradizione e a un bosco sacro. Tutto viene descritto minuziosamente, soprattutto la vegetazione e la natura. Nel Culex abbiamo una visione pessimistica, in quanto la storia e l'uomo appaiono come miseria e morte.

## DiraeeLydia

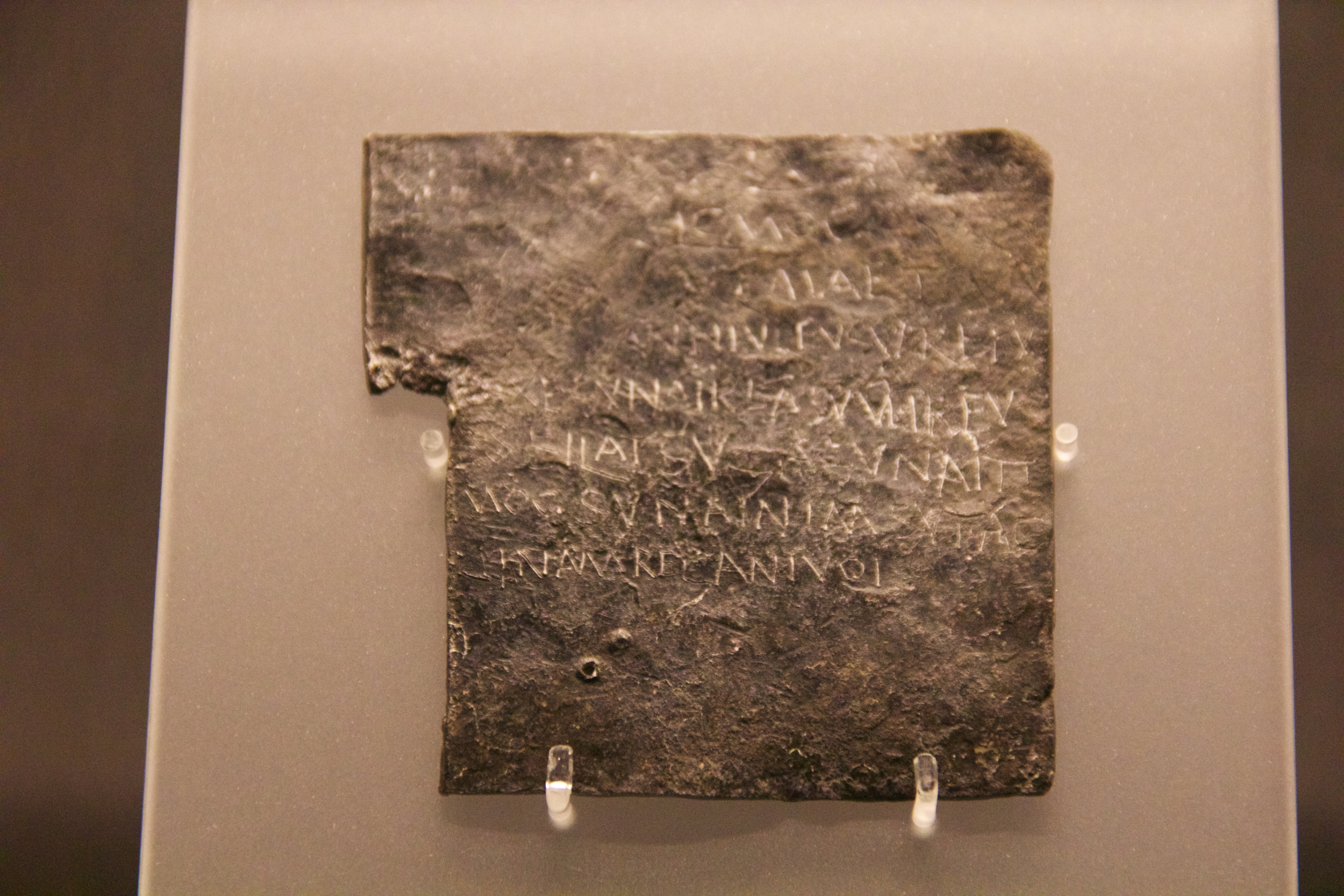
Gli antichi incidevano dirae su apposite tabellae defixionum

Le Dirae, ovvero "imprecazioni", sono poesia di invettiva, sul genere dell'Ibis ovidiano. Composta da 183 versi, questa tenue operetta in esametri sembra costituire una variazione sul tema delle confische dei campi, popolare come soggetto letterario a causa delle Bucoliche virgiliane.
Alle Dirae i manoscritti fanno seguire, senza soluzione di continuità, un lamento d'amore pastorale dedicato a una donna di nome Lydia, che è nominata anche nelle Dirae. I due componimenti sono accostabili per il loro sfondo bucolico. I due carmi composti non oltre l'età augustea, sono una prima testimonianza del filone bucolico post-virgiliano più tardi ripreso ai tempi di Nerone.

## Elegiae in Maecenatem
Le Elegiae in Maecenatem sono un testo di notevole interesse storico-culturale, poiché rievocano la morte e la personalità del più influente consigliere politico e letterario di Augusto, Gaio Cilnio Mecenate. Divise in due: 144 versi la prima, 34 versi la seconda.
Scritte dopo la morte del grande protettore di poeti, nella prima Mecenate viene difeso dalle accuse rivoltegli di essere un manifesto epicureo, che indulgeva al vivere comodo e fastoso. Nella seconda Mecenate, sul punto di morire, riafferma la sua devozione alla casa di Augusto.
Poiché Mecenate morì dopo Virgilio, quest'opera è sicuramente non virgiliana.

## Epigrammata
Est et non ("Il sì e il no"), De rosis nascentibus ("La nascita delle rose"), Vir bonus ("L'uomo buono"), Hortulus ("L'orticello"), De vino et Venere ("Il vino e Venere"), De livore ("Il livore"), De cantu Sirenarum ("Il canto delle Sirene"), De die natali ("Il giorno natalizio"), De fortuna ("La fortuna"), De Orpheo ("Su Orfeo"), De se ipso ("Su sé stesso"), De aetatibus animalium ("Le età degli animali"), De ludo ("Il gioco"), De Musarum inventis, De speculo ("Lo specchio"), Mira Vergilii versus experientia, De quattuor temporibus anni ("Le quattro stagioni dell'anno"), De ortu solis ("Il sorgere del sole"), De Herculis laboribus ("Le fatiche di Ercole"), De littera Y ("La lettera Y") e De signis caelestibus ("I segni celesti").

## Moretum

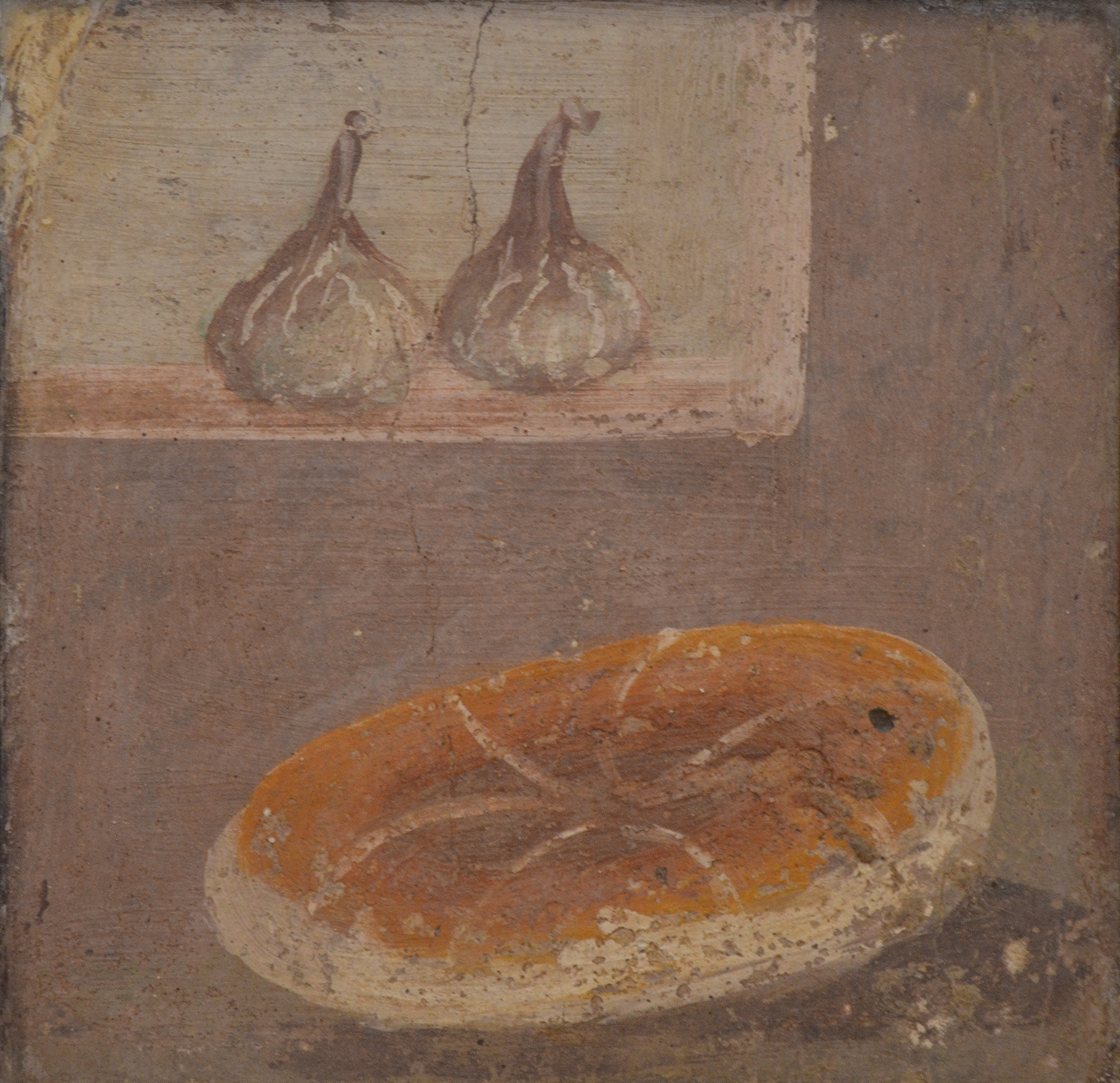
Affresco pompeiano con una focaccia e due fichi

Breve idillio di ispirazione campestre, 122 versi in esametri. Descrive la sveglia di un contadino all'alba. Appena alzato si prepara, aiutato dalla schiava, del moretum, colazione rustica a base di formaggio, erbe ed aglio, che mangia con appetito. Terminato il pasto, si reca al lavoro.

## Priapea
Tre componimenti rusticani, in onore del dio Priapo, custode degli orti, che - come di consueto - viene presentato in atteggiamenti osceni.

## Edizioni
Edizioni critiche
- Appendix Vergiliana, ediderunt W.V. Clausen, F.R.D. Goodyear, E.J. Kenney, J.A. Richmond, Oxford 1966.

Traduzioni italiane
- Appendix Vergiliana. Priapea, Catalepton, Copa, Moretum, col commento di Gaetano Curcio, Fratelli Battiato, Catania 1905.
- Maria Grazia Iodice (a cura di), Appendix Vergiliana, collana Classici Greci e Latini (Oscar Mondadori), traduzione di Luca Canali, Mondadori, 28 maggio 2002, ISBN 8804486430; riedito all'interno di  Virgilio, Opere minori, collana Meridiani Collezione, Mondadori, 20 novembre 2007, ISBN 8804575824.
- Virgilio, Tutte le opere: Bucoliche-Georgiche-Eneide-Appendix. Testo latino a fronte, a cura di Guido Paduano, collana Classici della letteratura europea, Bompiani, 8 settembre 2016, ISBN 8845282295.